# Пауър трио
Пауър триото (на английски: power trio) е музикален формат от жанра на рокендрола.
В него влизат китара, бас китара и барабани, като по този начин се пропускат втората китара или клавирните, които са част от рок квартетите и квинтетите и които запълват звученето с акорди. Обикновено един или повече от участниците пеят, но пауър триотата наблягат върху инструментацията и общия дух, а не на вокалите и текстовете.